# 牛久運動公園
牛久運動公園（うしくうんどうこうえん）とは、牛久市が管理・運営する体育施設である。広大なグラウンドと、体育館、市民プールから成る。

## 概要
- 所在地 〒300-1203　茨城県牛久市下根町1400番地
- 利用可能時間 9:00～21:00　トレーニング室は22:00まで
- 休場日 毎月第2･第4月曜日（但し、月曜日が祝日の場合は、後日最初の平日が休場日となる）毎年1月1～4日及び12月28～31日

## プロ野球開催実績
NPBファーム
- 2017年9月2日 イ・日本ハム 15-8 千葉ロッテ 観衆2206人
- 2018年9月1日 イ・日本ハム 4-5 東北楽天 観衆2431人
- 2022年9月17日 イ・日本ハム 1-3 西武 観衆1966人

独立リーグ
2019年よりベースボール・チャレンジ・リーグのリーグ戦に参加する茨城アストロプラネッツが公式戦を開催している。

## 周辺
- 牛久市立下根中学校
- 茨城県警察牛久警察署

## 交通アクセス
- JR常磐線 ひたち野うしく駅から南東へ約1.5km
- 牛久市コミュニティバス（運動公園ルート）
運動公園バス停または体育館前バス停下車。